# Ivoryline
Ivoryline è una rock band statunitense originaria di Tyler, Texas, associati all'etichetta discografica Tooth & Nail Records.

## Storia
Formatisi nel 2003 col nome Dead End Driveway, pubblicarono un EP ed un album prima di cambiare il nome in Ivoryline nel 2005. Subito dopo il cambio di nome, la band venne selezionata per esibirsi al Vans Warped Tour del 2006. Durante il tour, attirarono l'attenzione della Tooth & Nail Records, per la quale firmarono nel 2007 e con la quale pubblicarono il loro album di debutto, There Came a Lion nel febbraio del 2008. The album hit No. 25 on the Billboard Top Christian Albums chart and No. 15 on the Top Heatseekers Chart.
Il tour del gruppo vide la partecipazione degli Automatic Loveletter nel luglio del 2008, mentre in autunno furono assistiti dai Family Force 5 e The Maine; si lanciarono poi nel loro primo tour internazionale (chiamato "There Came a Tour") coi There For Tomorrow, In:Aviate, e The Lives of Famous Men. Al momento la band conta quattro membri e stanno lavorando su nuovo materiale.
Nel febbraio 2009, è uscito il loro primo videoclip, "Days End", su AbsolutePunk.net; filmato a metà 2008, include il loro ex chitarrista ed è stato accompagnato durante il "Summer Bailout tour" dagli Emery, dai Maylene, dai Sons of Disaster, dai Closure in Moscow e dai Secret & Whisper, per concludere l'anno al Vans Warped Tour. Girarono anche il videoclip per il brano Instincts.
Nel luglio ed agosto di quell'anno parteciparono al Scream it Like You Mean It Tour con i Dance Gavin Dance, i Silverstein, e gli Emery.  Ivoryline ha partecipato al Creation Fest the Tour 2010 coi Thousand Foot Krutch and Disciple.
L'ultimo album realizzato è intitolato "Vessels" ed è stato pubblicato il 27 luglio 2010.

## Membri
Attuale
- Jeremy Gray – voce solista
- Dusty Kittle – chitarra
- Wes Hart – batteria
- Shane Rivette - basso
- Brandon Crabtree - chitarra

Ex membri
- Robert Woodward – basso
- Scott Socia – chitarra
- Michael Bethancourt – guitar, sintetizzatore
- Eric Meeks – batteria

## Discografia

### As Dead End Driveway
- 2003: Better Luck Next Year
- 2004: The Illusion Is Fading

### Come Ivoryline

#### Albums
| Title             | Release Date  | Label                | Chart Positions | Chart Positions | Chart Positions |
| Title             | Release Date  | Label                | Top 200         | US Christ.      | US Heat.        |
| ----------------- | ------------- | -------------------- | --------------- | --------------- | --------------- |
| The Life You Have | 2006          | Self-Released        | —               | —               | —               |
| There Came a Lion | 2008          | Tooth & Nail Records | —               | 25              | 15              |
| Vessels           | July 27, 2010 | Tooth & Nail Records | —               | 25              | 13              |

#### Singoli
| Year | Title                  | Peak Chart Position | Peak Chart Position | Album             |
| Year | Title                  | Christian Rock      | Christian CHR       | Album             |
| ---- | ---------------------- | ------------------- | ------------------- | ----------------- |
| 2007 | "Be Still And Breathe" | —                   | —                   | There Came a Lion |
| 2007 | "Hearts and Minds"     | —                   | —                   | There Came a Lion |
| 2008 | "Remind Me I'm Alive"  | —                   | —                   | There Came a Lion |
| 2008 | "Days End"             | 1                   | —                   | There Came a Lion |
| 2010 | "Instincts"            | 3                   | —                   | Vessels           |
| 2010 | "The Healing"          | 1                   | —                   | Vessels           |
| 2010 | "Vessels"              | 3                   | —                   | Vessels           |
| 2010 | "Hearts Open"          | —                   | 28                  | Vessels           |

## Curiosità
Per nome Ivoryline si ispirarono ad una canzone dei Death Cab For Cutie, intitolata "Lightness".
Gli Ivoryline sono gemellati con la band Eisley, anch'essa originaria di Tyler.